# Браун, София
София Моника Браун (англ. Sophia Monique Brown, родилась 30 октября 1991, Нортгемптон, Нортгемптоншир, Англия, Великобритания) — британская актриса кино и телевидения. Сыграла главные роли в телесериалах «Долг/стыд», «Марчелла», «Ведьмак: Происхождение».

## Биография
София Браун родилась в 1991 году в английском Нортгемптоне. Она окончила Школу искусств в Лондоне и Школу актёрского мастерства в Брикстоне, где изучала балет, джаз и современный танец. В 2015 году начала сниматься на телевидении: появлялась в сериалах «Катастрофа», «Долг/стыд», «Марчелла». В 2021 году Браун получила одну из центральных ролей в телесериале «Ведьмак: Происхождение» (вышел на экраны в 2022 году).
Фильмография
| Год       |   | Русское название       | Оригинальное название     | Роль                           |
| --------- | - | ---------------------- | ------------------------- | ------------------------------ |
| 2015      | с | Катастрофа             | Casualty                  | Лейла Фарнворт                 |
| 2016      | с | Жители Ист-Энда        | EastEnders                | Амель Эллингтон                |
| 2017      | ф | Неповиновение          | Disobedience              | ассистент в фотостудии         |
| 2017      | ф | Красавица и Чудовище   | Beauty and the Beast      | дебютантка                     |
| 2017      | с | Герилья                | Guerrilla                 | Кристин                        |
| 2017—2018 | с | Клика                  | Clique                    | Луиза Таггарт                  |
| 2018      | с | Марчелла               | Marcella                  | детектив-констебль Лиан Хантер |
| 2019      | с | Долг/стыд              | Giri/Haji                 | Донна Кларк                    |
| 2019      | с | Захват                 | The Capture               | Карен Мервиль                  |
| 2021      | с | Я существую            | I Am…                     | Тара                           |
| 2022      | с | Ведьмак: Происхождение | The Witcher: Blood Origin | Эйле / Жаворонок               |
| 2023      | ф | Последний выстрел      | Dead Shot                 | Рут                            |
| 2023      | с | Ты и я                 | You & Me                  | Джесс                          |
| 2024      | ф | Суровая правда         | Hard Truths               | Алейша                         |